# Starksia guttata
Starksia guttata är en fiskart som först beskrevs av Fowler, 1931.  Starksia guttata ingår i släktet Starksia och familjen Labrisomidae. IUCN kategoriserar arten globalt som livskraftig. Inga underarter finns listade i Catalogue of Life.